# 多治見市・可児町組合立姫治小学校
多治見市・可児町組合立姫治小学校（たじみし かにちょうくみあいりつ ひめじしょうがっこう）は、かつて岐阜県可児郡可児町（現・可児市）に存在した公立（組合立）小学校。

## 概要
旧・可児郡姫治村の小学校であり、1960年（昭和35年）に姫治村が多治見市と可児町に分割編入されたことにより、多治見市・可児町組合が設立。校舎は可児町域となった。
1966年（昭和41年）、多治見市立南姫小学校と可児町立南小学校へ分割され廃校となった。校舎は南小学校の姫治教室となった。ただし当時は南姫小学校の校舎が未完成であり、同校の児童も姫治教室へ通学していた。1967年3月に南姫小学校の校舎が完成したことに伴い、1968年をもって姫治教室も廃止された。
跡地は姫治地区センター、可児市姫治市民グラウンドなどになっている。

## 沿革
- 1908年（明治41年） - 下切尋常小学校、大薮尋常小学校、北小木尋常小学校が統合され、姫治尋常小学校となる。校舎は旧校を教室として使用。
- 1913年（大正2年） - 統合校舎が完成、旧校の教室を廃止。北小木分教場を設置。
- 1915年（大正4年） - 裁縫補習学校を併設。
- 1935年（昭和10年） - 青年訓練所を併設。
- 1941年（昭和16年）4月1日 - 姫治国民学校に改称。
- 1947年（昭和22年）4月1日 - 姫治村立姫治小学校となる。
- 1960年（昭和35年）4月1日 - 姫治村が分割され、南部（北小木・大針・大薮・下切の一部）は多治見市に、北部（今・谷迫間・下切村の大部分）は可児郡可児町に編入される。同時に多治見市と可児町で組合を設立し、多治見市・可児町組合立姫治小学校となる。
- 1966年（昭和41年）3月 - 学校再編により、多治見市立南姫小学校と可児町立南小学校へ分割され廃止。北小木分校は南姫小学校に移管される。